# إيريك بيكوى
إيريك بيكوى (بالإنجليزية: Eric Bekoe)‏ مهاجم غاني يلعب حاليا في صفوف فريق بتروجيت المصري.

## روابط خارجية
- إيريك بيكوى على موقع الاتحاد الدولي (مؤرشف)  (الإنجليزية)
- إيريك بيكوى على موقع قاعدة بيانات كرة القدم.إي يو (الإنجليزية)
- إيريك بيكوى على موقع ناشيونال فوتبول تيمز (الإنجليزية)